# Gipo Farassino
Giuseppe Farassino, detto Gipo, noto anche con lo pseudonimo di Tony D'Angelo (Torino, 11 marzo 1934 – Torino, 11 dicembre 2013), è stato un cantautore, attore e politico italiano.

## Biografia
Considerato come una delle figure di maggior valore della canzone d'autore italiana (oltre che un caposcuola della canzone torinese), Gipo Farassino è stato anche interprete e autore in lingua piemontese. Le sue canzoni, spesso venate di ironica e struggente malinconia, sono ispirate alla tradizione francese oltre che a quella delle canzoni d'autore italiane. Tra i suoi successi si ricordano Avere un amico, Remo la barca e Ballata per un eroe.
Nel repertorio in piemontese si è spesso avvicinato al cabaret e all'umorismo: nei suoi anni migliori, ha cantato le miserie e le nobiltà della gente comune, le tribolazioni dei "travet" torinesi e gli amori beffardi o infelici da consumarsi nell'atmosfera parigina e profondamente francese del capoluogo piemontese. Spesso ha anche portato alla ribalta composizioni di grandi poeti piemontesi, come Nino Costa e Angelo Brofferio e la sua carriera vanta anche una prolifica attività come attore di prosa teatrale, sempre in lingua piemontese, iniziata nel 1970 con la compagnia fondata insieme a Massimo Scaglione.

### Gli inizi
I suoi brani sono la voce dell'anima più profonda di Torino, quella delle periferie, che a Parigi vengono chiamate "banlieue", ma che sotto la Mole sono sempre state le "barriere": egli stesso proviene da una periferia, la Barriera di Milano, quartiere operaio torinese fatto di case di ringhiera e di una povertà profonda, ma sempre piena di orgoglio e dignità.
Di famiglia di origini vercellesi del quartiere Cappuccini, è nato e vissuto, infatti, in via Cuneo 6, nelle vicinanze di Porta Palazzo, in piemontese Pòrta Pila (indirizzo ricordato anche in una sua celebre canzone recitata: «Ël 6 ëd via Coni, l'é na cà veja / che gnanca na vòlta, l'era nen bela...»), figlio del sassofonista Alessandro Farassino.
Dopo aver conseguito il diploma in ragioneria, impara a suonare la chitarra e il contrabbasso e inizia ad esibirsi nei locali e nelle balere del Piemonte, proponendo, da un lato, alcune canzoni di sua composizione, dall'altro brani della tradizione recuperati e riarrangiati. Il debutto discografico, dopo alcuni 45 giri a livello locale (in cui usa lo pseudonimo di Tony D'Angelo prima, e poi il suo nome di battesimo, Giuseppe), avviene con un 33 giri pubblicato alla fine del 1960 in collaborazione con un altro cantante folk torinese, Riz Samaritano. Giuanin 'd Porta Pila, accreditato come terzo cantautore è, in realtà, un nom de plume dello stesso Farassino. Il disco, una raccolta di canzoni popolari in piemontese, si intitola Le canssôn d' Porta Pila, ed è diviso tra i due artisti. È pubblicato da una casa discografica milanese, la IPM, come i due successivi con lo stesso titolo (nel terzo appare per la prima volta con il nome Gipo).
Dopo essersi trasferito per alcuni anni in Medio Oriente come orchestrale, torna in Italia e per qualche tempo si esibisce a Milano, al Derby Club, dove propone monologhi, canzoni di sua composizione e traduzioni di George Brassens: in breve tempo ottiene un contratto con la Fonit Cetra (che in quegli anni ha ancora la sua sede a Torino, in via Bertola 34). Sono gli anni dei 45 giri che cominciano a far circolare il suo nome al di fuori del Piemonte, come Sangon Blues, la celeberrima Serenata ciôcatôna, Porta Pila e Matilde Pellissero, tutte canzoni che vengono raccolte, nel 1967, nell'album Auguri.
Sempre nel 1967 scrive con Piero Novelli e Dino Tedesco, giornalisti della Gazzetta del Popolo gli spettacoli teatrali Cerea Turin, presentato al Teatro Alfieri, Militari, borghesi e ragazze, che va in scena al Teatro Gobetti a novembre dello stesso anno e Conoscete Matilde Pellissero?, in scena sempre al Gobetti dal 29 dicembre al 7 gennaio 1968; i tre spettacoli contengono alcune delle canzoni più note di Farassino, come Porta Pila, Lice Cagnasso, Serenata Ciôcatôna, Ël 6 ëd via Coni e altre.

### Il successo
Il 1968 è un anno decisivo per Farassino: pubblica, infatti, Avere un amico, uno dei suoi dischi migliori, che racchiude alcune canzoni in italiano tra le sue più note, come Non devi piangere Maria (che parteciperà ad Un disco per l'estate 1970), La mia città, efficace descrizione di Torino e dei suoi abitanti («Un mare di fredde ciminiere,/un fiume di soldatini blu,/un cielo scordato dalle fiabe,/un sole che non ti scalda mai./Questa mia città ti fa sentir nessuno,/ti strozza il canto in gola,/ti spinge ad andar via./Questa mia città che spegne le risate,/che sfugge a tanta gente,/resta la mia città»), Il bar del mio rione, a cui si affiancano, comunque, canzoni in piemontese come  'L tolè 'd Civass e Porta Pila, sulla musica di La Boheme di Charles Aznavour; il disco ottiene un buon successo, soprattutto di critica, bissato dal successivo, Due soldi di coraggio, forse il suo album più riuscito.
In questo disco, oltre alla title track (che nel 1969 parteciperà alla manifestazione "Un disco per l'Europa" che si tiene a Lugano), sono da ricordare Non puoi capire, Remo la barca (pubblicata precedentemente su 45 giri, ballata su un suicida nello stile di De André), e Ballata per un eroe, brano antimilitarista, di cui sono da ricordare i versi «Andrò a ingrossare la nutrita schiera/di quelli che aggrappati a una bandiera/son morti bestemmiando di paura/ad occhi chiusi in una notte scura», con cui nel 1970 Farassino parteciperà al Cantagiro, suscitando anche interrogazioni parlamentari in merito al testo "disfattista".
Tra i due album, nel 1968, incide un 45 giri, Serenata a Margherita, il cui retro, Quando capirai, rimarrà inedito su LP; verrà però reinciso nel 1971 da Donatella Moretti nel suo disco Storia di storie, in cui omaggia i più grandi cantautori italiani. A questo periodo risale la nascita della sua amicizia con Fabrizio De André. In questi anni Farassino è vicino al Partito Comunista Italiano, ma quello che accomuna i due artisti è l'attenzione verso gli ultimi e i poveri, per cui il Sangone (torrente ai confini di Torino) diventa l'unico mare che possono permettersi; emblematica a questo proposito è la canzone Maria dij gat, storia di una gattara che «a stërma sò bon cheur ant ij pachèt», che porta il cappotto pure d'estate, parla da sola, e per i gatti del suo quartiere è come Babbo Natale.
Nel 1970 la sua canzone Senza frontiere viene respinta al Festival di Sanremo: il testo è fortemente critico verso la guerra nel Vietnam e la guerra in Biafra, e quindi viene ritenuto non adatto al pubblico televisivo che segue la manifestazione. Sempre nel 1970 partecipa alla Mostra internazionale di musica leggera con la canzone Quando lei arriverà: pubblicata su 45 giri (sul retro Ho ritrovato Dio) rimarrà inedita su LP. Dopo un altro album, Gipo a só Turin, nel 1971 pubblica un disco doppio dal vivo, Gipo a sô Piemont, in cui si possono ammirare anche le sue doti di intrattenitore, ad esempio nella celeberrima La predica.
Gli anni settanta proseguono con l'incisione di vari album tra i quali sono da ricordare Uomini, bestie e ragionieri (il secondo per la Polydor) nel 1973 (con Buon Dio, Noi, Il mio viaggio e una traduzione di Mon ile de France di Georges Moustaki), La patria cita (disco di poesie in piemontese recitate da Farassino e che prende appunto nome da La Patria Cita, celebre componimento del poeta e commediografo Armand Motura) e Guarda che bianca lun-a, in cui reinterpreta alcune canzoni di Angelo Brofferio. In questo periodo inizia anche l'attività di attore cinematografico: nel 1972 recita in Uccidere in silenzio, per la regia di Giuseppe Rolando (film sull'aborto, con Gino Cervi, Ottavia Piccolo e Sylva Koscina), nel 1973 in La bottega del caffè (tratto dall'omonima commedia di Carlo Goldoni), per la regia di Edmo Fenoglio (con Tino Buazzelli) e nel 1974 in Un uomo, una città (regia di Romolo Guerrieri, con Enrico Maria Salerno, Paola Quattrini, Tino Scotti e Luciano Salce).
Nel 1972 la sua canzone Quando qualcuno va fuori schema diventa la sigla del programma televisivo Sapere; pubblicata su 45 giri, la versione in studio rimane inedita su LP. Nel 1974, registra un disco e uno spettacolo per la RAI: "c'è che vole e chi non pole: grassie li stesso", insieme a Lia Scutari, sua moglie: in esso ripropone le atmosfere tipiche degli antichi cantastorie. Dopo un altro disco dal vivo (Recital Gipo, registrato al Teatro Erba di Torino), il 1977 è l'anno di Per la mia gente: in quest'album Gipo collabora con altri due autori piemontesi: Paolo Conte (di cui reinterpreta la divertente Per ogni cinquantennio), che scrive per lui la toccante Monticone, canzone in cui il piemontese è descritto attraverso i suoi cognomi tipici, e il fratello Giorgio, che scrive una canzone per Farassino, Virginia nel bagno, ed inoltre compone le musiche per due testi di Farassino, La mia gente e Girano (quest'ultima riscuote un buon successo, anche per il testo ironico basato, sin dal titolo, su un evidente doppio senso).

### Gli anni ottanta
I dischi successivi, incisi per altre case discografiche dopo l'abbandono della Fonit Cetra, non riscuotono il successo dei precedenti (anche se dal vivo Farassino continua ad attirare pubblico). Negli anni ottanta privilegia quindi l'attività di attore, anche se continua ad incidere qualche album. Nel decennio successivo si dedica principalmente alla politica, pur pubblicando qualche CD con rifacimenti di vecchie canzoni con nuovi arrangiamenti e nuovi brani interessanti, come la divertente Mamma mia che calura! e Se hai gambe cammina (contenute entrambe nel disco Ridatemi Amapola del 1998).

### L'impegno politico
Allontanatosi dalla linea revisionistica del PCI, nel 1987 dà vita a un movimento politico denominato Piemont Autonomista, composto da fuoriusciti dall'Union Piemontèisa, il partito di Roberto Gremmo. Alle politiche del 1987 la nuova formazione, presentatasi come "Piemont Autonomia Regionale", ottiene 72.064 voti alla Camera (pari allo 0,19% su scala nazionale e al 2,2% a livello regionale).
Nel 1989 il movimento diviene parte integrante della Lega Nord, aderendo alla sezione piemontese del partito presieduta da Mario Borghezio. 
Alle elezioni regionali in Piemonte del 1990 viene eletto consigliere regionale per la Lega, ottenendo 11.900 preferenze nella circoscrizione di Torino.
Alle politiche del 1992 viene eletto alla Camera dei deputati nella circoscrizione Torino-Novara-Vercelli, mentre per le politiche del 1994 è candidato al Senato in rappresentanza del Polo delle Libertà, venendo sconfitto dall'esponente dei Progressisti Franco Debenedetti.
Candidatosi alle elezioni europee del 1989, nel maggio 1994 approda al Parlamento europeo, subentrando a Francesco Speroni; viene rieletto alle europee del 1994 e, nel corso del suo mandato, ricopre l'incarico di vicepresidente della delegazione alla commissione parlamentare mista UE-Malta, venendo inoltre nominato nella Commissione per i trasporti e il turismo, nella delegazione per le relazioni con la Repubblica Ceca, la Repubblica Slovacca e la Slovenia e, infine, nella Commissione per l'agricoltura e lo sviluppo rurale.
Lascia gli incarichi di partito nel 1996, quando viene sostituito da Domenico Comino; dal 2004 al 2005 è assessore regionale all'identità piemontese nella giunta di centro-destra di Enzo Ghigo.

### Il ritorno nel mondo musicale

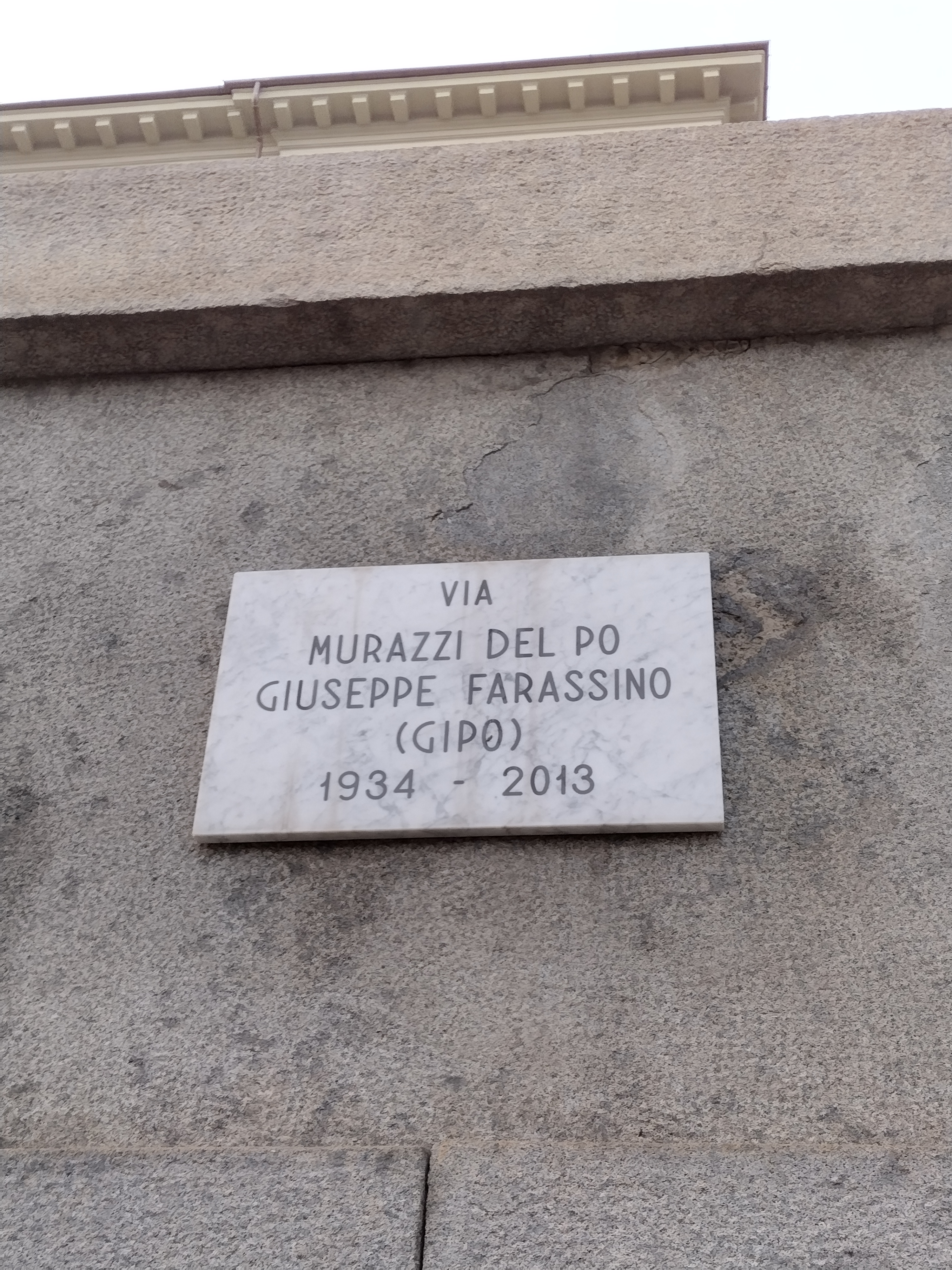
Via Murazzi del Po Giuseppe Farassino, Torino

Nel 2001 effettua un tour in Sudamerica, in cui presenta il suo spettacolo Agli amici. Nell'ottobre del 2005, a causa di un incidente stradale, muore sua figlia Caterina, fotografa molto nota in città, specialmente nell'ambiente musicale (aveva lavorato, tra gli altri, con i Subsonica e gli Africa Unite). Farassino decide, in ogni caso, di ritornare allo spettacolo, e presenta il recital farassino@torino.acapo, realizzato in collaborazione col Folkclub di Torino e con la regia di Franco Lucà.
Nel 2007 pubblica anche un romanzo (in molte parti evidentemente autobiografico), Viaggiatori paganti, edito dalle edizioni Piemme, che è storia di un ragazzo, Matteo Monti detto "Teo" che, nella Torino degli anni cinquanta, decide di guadagnarsi da vivere con la musica. Nel 2010 ristamperà lo stesso libro per i tipi di Priuli & Verlucca e vincerà il premio Biella Festival "Un libro per lo spettacolo" alla sua 7ª edizione. Ad ottobre del 2008 partecipa, per la prima volta nella sua carriera, al Premio Tenco. Nel 2010, su invito del direttore dello Stabile di Torino, Mario Martone, allestisce lo spettacolo Stasseira che ripercorre, sotto la regia di Massimo Scaglione tutta la carriera musicale e teatrale di Gipo.
Nel 2012 è uscito il suo libro Frammenti di Barriera, una fotografia in chiave ironica del quartiere natio e dei suoi abitanti del passato.

### Morte
Muore nella sua casa di Torino all'età di 79 anni. Dopo il funerale laico tenutosi al Teatro Carignano e la successiva cremazione, le sue ceneri vengono sepolte nel piccolo cimitero collinare di Pino Torinese, accanto alla moglie Lia Scutari e alla figlia Caterina.

### Dopo la morte
Nel 2014 la Commissione Toponomastica comunale di Torino ha deliberato l'intitolazione dei tratti dei Murazzi a nord e a sud del ponte Vittorio Emanuele I rispettivamente ai cantautori torinesi Fred Buscaglione e Gipo Farassino: la cerimonia di intitolazione si è svolta il 28 settembre 2017, alla presenza delle autorità cittadine e dei familiari.
Nel 2016 viene presentato al Torino Film Festival il film documentario Gipo, lo zingaro di Barriera di Alessandro Castelletto: un film che vuole raccontare la sua vita e il mondo del suo quartiere, Barriera di Milano.
L'11 dicembre 2023 è stata inaugurata al secondo piano di Palazzo Lascaris, sede del Consiglio regionale del Piemonte, una sala a lui dedicata.

## Discografia

### Album in studio
- 1962 - Le canssôn d' Porta Pila (IPM, LIP 306 come Giuseppe Farassino; con Riz Samaritano)
- 1962 - Le canssôn d' Porta Pila n° 2 (IPM, LIP 310 come Giuseppe Farassino)
- 1963 - Le canssôn d' Porta Pila n° 3 ([PM, LIP 318)
- 1963 - Mè cit Turin.. (SIR, LDS 103)
- 1964 - Milano canta... (Pig, AVA 702, con El Barberin e Mauro Cipolla)
- 1964 - Le canssôn 'd la mole (Pig, AVA 722, con Gianni Cucco e Carlin Sachett)
- 1967 - Auguri (Fonit Cetra, LPQ 09045)
- 1968 - Avere un amico (Fonit Cetra)
- 1969 - Due soldi di coraggio (Fonit Cetra, LPQ 09054)
- 1970 - Gipo a só Turin (Fonit Cetra, LPQ 09055)
- 1972 - Ij bogianen (Polydor 2448 004)
- 1972 - Uomini, bestie e ragionieri (Polydor, 2448 008)
- 1973 - Aria di casa mia (Polydor, 2449 003)
- 1973 - C'è chi vole e chi non pole: grassie listesso (Fonit Cetra, LPQ 09072)
- 1974 - La patria cita (Fonit Cetra, LPQ 09083)
- 1974 - Guarda che bianca lun-a (Fonit Cetra, LPQ 09084)
- 1975 - Me car Artuf (Fonit Cetra, LPQ 09089)
- 1975 - Mantello, stivali e coltello (Fonit Cetra, LPQ 09088)
- 1976 - Ij mè amor dij 20 ani (Feeling Record Italiana FR 69401)
- 1977 - Per la mia gente (Feeling Record Italiana, FR 69402)
- 1979 - Turin bel cheur (Fonit Cetra, LPQ 09091)
- 1982 - N'aptit da sonador (Gattocicova, Gt 001)
- 1985 - Piemonteis (Pentagramma LPPG 228) (ristampato su Cd nel 1996 con alcune modifiche nella scaletta Pentagramma, CDPG 452)
- 1996 - 1996 (Pentagramma, CDPG 453)
- 1998 - Ridatemi Amapola (RTI, 13162)
- 1998 - Ritratto d'artista (Pentagramma CDPG 470)

### Album dal vivo
- 1971 - Gipo a sô Piemont (Fonit Cetra, LPQ 09058/9. Ristampato su Cd WARNER FONIT CDP 575/6)
- 1975 - Recital Gipo (Fonit Cetra, LPQ 09086/87)
- 2010 - Racconti in musica (GFTeam/Reclab)

### Raccolte
- 1973 - Gipo Farassino (Music Parade Cetra LEL 100
- 1984 - Tutti insieme con amore (Prince LP 216; Gipo è presente con Angiolina)
- 1988 - Canson d'amor (Pentagramma LPPG 251)
- 2000 - Ël 6 ëd via Coni e altre storie Editrice "La Stampa" (edizione fuori commercio allegata al quotidiano)
- 2005 - Al mè Piemont (Pentagramma CDPG 507)
- 2005 - Ciao Turin (Pentagramma CDPG 508)
- 2005 - Sangòn blues (Pentagramma CDPG 509)
- 2007 - Mè borgh (Pentagramma CDPG 536)
- 2008 - Le più belle canzoni di Gipo Farassino (Warner Music 5051442-5201-2-5)

### 45 giri
- 1962 - Tume e tumin/La congiuntura Pig, PI 7127 (*)
- 1962 - Porta Romana/La povera Rosetta Pig, PI 7128 (*) (°)
- 1962 - I contrabbandieri/Malavita Pig, PI 7129 (*)
- 1962 - I pouri pelegrin/Marieme voei marieme Pig, PI 7130 (*)
- 1963 - Le braghe bianche/Oh che bella festa Pig, PI 7140 (*)
- 1964 - Il silenzio è fuori ordinanza/Il canto dei congedanti Pig, PI 7174 (**)
- 1964 - La domenica andando alla messa - Angiolina Pig, PI 7210 (**)
- 1964 - La Munferrina/La balilla Pig, PI 7156 (***)
- 1964 - Quandojera giovo/Spunta 'l sol Pig, PI 7157 (***)
- 1964 - L'parco d'me pais/Me amis Giaco Pig, PI 7158 (***)
- 1964 - I rubinett/Lassela pa pi scapé Pig, PI 7159 (***)
- 1964 - An sogn tremendo  Pig, PI 7162 (***)
- 1964 - 'L grimpor/A l'umbreta del büssun Pig, PI 7189
- 1964 - Ciao Turin/La Brandulina Pig, PI 7190
- 1964 - La nostra crica/Mia mamma mi vuol dare Pig, PI 7191
- 1964 - Bela munfrinota/Maria Giöana Pig, PI 7192
- 1964 - La rosa bianca/Oi bela voreìssi v'ni Pig, PI 7193
- 1964 - Guarda che bianca luna/'L luv Pig, PI 7194
- 1965 - La guerra d'Abissinia/La veja senssa dent Pig, PI 7300
- 1965 - Mia mama veul che fila/Linda Pig, PI 7301
- 1965 - Rivand da via Nizza/J alpin alla stassion Pig, PI 7302
- 1965 - Matilde Pellissero/Pito e Cincilla SIR, TS 9051
- 1965 - Camila/Bona neuit ai lader SIR, TS 9052
- 1965 - T'em ciamave prussot/Mi la batlina la porto mei SIR, TS 9053
- 1965 - Salopa/'l mannequin d'i botai SIR, TS 9054
- 1965 - Sangon blues/Ma mi sai mac SIR, TS 9055
- 1965 - Me cit Turin/'d la 'd al pont 'd la ferovia SIR, TS 9056
- 1966 - Malavita/Mi redimo(cantata da:"El Cino") Pig, PI 7332 (*)
- 1966 - L'appassionata/Celeste Pautasso Silver, XP 618
- 1967 - Sangon blues/Serenata ciôcatôna (Fonit Cetra, SPF 31208)
- 1967 - Remo la barca/Non puoi capire (Fonit Cetra, SPF 31215)
- 1967 - Auguri/Ël 6 ëd via Coni (Fonit Cetra, SPF 31218)
- 1968 - Serenata a Margherita/Quando capirai (Fonit Cetra, SPF 31227)
- 1968 - Idraulik/I miei fratelli di New York (Fonit Cetra, SPF 31236)
- 1968 - La balada del ruscôn/Côr nen va pian (Fonit Cetra, SPF 31238)
- 1968 - Avere un amico/La mia città (Fonit Cetra, SPF 31240)
- 1969 - L'organo di Barberia/Il bar del mio rione (Fonit Cetra, SPF 31251)
- 1969 - La ragazza di Praga/Quando capirai (Fonit Cetra, SPF 31241)
- 1970 - Senza frontiere/Il bar del mio rione (Fonit Cetra, SPF 31259)
- 1970 - Gente/Il mio viaggio(Fonit Cetra, SPF 31266)
- 1970 - Ballata per un eroe/Non devi piangere Maria (Fonit Cetra, SPF 31260)
- 1970 - Quando lei arriverà/Ho ritrovato Dio (Fonit Cetra, SPF 31268)
- 1971 - La canzone dei perché/L'eco (Fonit Cetra, SPF 31276)
- 1971 - Tener un amigo/Mi viaje (Zafiro, 00X 237)
- 1972 - Quando qualcuno va fuori schema/il mio viaggio (Fonit Cetra, SPF 31292)
- 1975 - Ninna nanna quel che non c'era/La canzone dei perché (Fonit Cetra, SPB 35)
- 1977 - Girano/Cuore (Feeling Record Italiana, FR 9307)

(*) : Incise come "Giuseppe" Farassino
(**) : Incise come "Tony D'Angelo"
(***) : Incise come "Giuanin d' Porta Pila"
(°) : Stampato anche da Fonola (PI 7128) e Mecca (HF026)

## Filmografia

### Cinema
- 1972 - Uccidere in silenzio (regia di Giuseppe Rolando)
- 1973 - La bottega del caffè (regia di Edmo Fenoglio)
- 1974 - Un uomo, una città (regia di Romolo Guerrieri)

### Teatro
- 'L curà 'd Ròcabrusà - Vhs Pentagramma CV PG 91
- Giromin a veul mariesse - Vhs Pentagramma CV PG 92
- Premiata ditta Moschin e Moscon - Vhs Pentagramma CV PG 93
- Achille Chiabotto, medico condotto - Vhs Pentagramma CV PG 94
- Un bagno per Virginio - Vhs Pentagramma CV PG 102
- Le miserie 'd Monsù Travet - produzione TV con Ileana Ghione (1982)

## Film
- Gipo, lo zingaro di Barriera, regia di Alessandro Castelletto (2016) - 34º Torino Film Festival

## Televisione
Gipo Farassino partecipò anche ad alcuni sketch della rubrica pubblicitaria televisiva di RAI1 Carosello: nel 1969 e 1970 pubblicizzò l'antinevralgico Veramon della Lepetit; nel 1975 pubblicizzò le fasce elastiche Dual Blu Gibaud della Villafranca/Dual Sanitaly.